# Jerónimo de Quintanilha
Jerónimo de Quintanilha, O. Cristo (Tomar, ca. 1560 – São Tomé, 6 de junho de 1614) foi um frei da Ordem de Cristo e prelado português da Igreja Católica, que foi bispo de São Tomé.

## Biografia
Era natural de Tomar e era nascido em cerca de 1560. Recebeu a ordenação presbiteral antes de 1590. Era prior do Mosteiro de Santa Maria da Luz e com notório conhecimento em teologia.
Foi proposto para bispo de São Tomé em 11 de dezembro de 1610, sendo seu nome aprovado em consistório de 21 de fevereiro de 1611.
Chegou nas ilhas cerca de 1613 e neste mesmo ano, tornou-se governador de São Tomé. Morreu em 6 de junho de 1614 e foi enterrado na antiga sepultura dos prelados.